# Pozo-Seco Singers
Pozo-Seco Singers fue una banda estadounidense de música folk que experimentó un éxito comercial moderado durante los años sesenta. Son quizás mejor conocidos por su álbum Time y por ser la primera banda de Don Williams, músico que lanzaría años después una exitosa carrera como solista de música country.
Pozo-Seco Singers lanzaron al mercado cuatro trabajos discográficos: el mencionado Time (1966), I Can Make it With You (1967), Shades of Time (1968) y Spend Some Time With Me (1970).

## Discografía
- Time (Columbia Records, 1966) EE. UU. #127[2]
- I Can Make it With You (Columbia, 1967) EE. UU. #81[2]
- Shades of Time (Columbia, 1968)
- Spend Some Time With Me (Certron, 1970)

### Sencillos
- "Time" (1966)
- "I'll Be Gone" (1966)
- "I Can Make It With You" (1966)
- "Almost Persuaded" (1967)
- "Look What You've Done" (1967)
- "Morning Dew" (1967)
- "I Believed it All" (1967)
- "Excuse Me Dear Martha" (1967)
- "Louisiana Man" (1967)
- "Creole Woman" (1968)
- "Comin' Apart" (1970)
- "Strawberry Fields/Something" (1970)